# Albert Ndongmo
Albert Ndongmo (* 26. September 1926 in Bafou, Französisch-Kamerun; † 29. Mai 1992 in Montreal, Kanada) war ein kamerunischer römisch-katholischer Geistlicher und Bischof von Nkongsamba.

## Leben
Albert Ndongmo empfing am 21. Dezember 1955 das Sakrament der Priesterweihe für das Bistum Nkongsamba.
Am 16. Juni 1964 ernannte ihn Papst Paul VI. zum Bischof von Nkongsamba. Der emeritierte Bischof von Nkongsamba, Paul Bouque SCJ, spendete ihm am 16. August desselben Jahres die Bischofsweihe; Mitkonsekratoren waren der Bischof von Buéa, Julius Joseph Willem Peeters MHM, und der Bischof von Douala, Thomas Mongo.
Ndongmo nahm an der dritten und vierten Sitzungsperiode des Zweiten Vatikanischen Konzils teil. Papst Paul VI. nahm am 29. Januar 1973 das von Albert Ndongmo vorgebrachte Rücktrittsgesuch an.